# Coldwellita
La coldwellita és un mineral de la classe dels sulfurs. Rep el nom del complex de Coldwell, al Canadà, on es troba la seva localitat tipus.

## Característiques
La coldwellita és un sulfur de fórmula química Pd₃Ag₂S. Va ser aprovada com a espècie vàlida per l'Associació Mineralògica Internacional l'any 2014, sent publicada per primera vegada el 2015. Cristal·litza en el sistema isomètric.
L'exemplar que va servir per a determinar l'espècie, el que es coneix com a material tipus, es troba conservat a les col·leccions mineralògiques del Museu Canadenc de la Natura, al Quebec (Canadà), amb el número de catàleg: cmnmc 86876.

## Formació i jaciments
Va ser descoberta al dipòsit de Marathon, al complex de Coldwell, dins el districte de Thunder Bay, (Ontario, Canadà). També ha estat descrita en un parell d'indrets de l'óblast de Múrmansk (Rússia), sent aquests els únics indrets a tot el planeta on ha estat descrita aquesta espècie mineral.